# Marcha del orgullo negro del Reino Unido
La marcha del orgullo negro del Reino Unido (en inglés, UK Black Pride - UKBP) es un evento que reivindica el orgullo gay negro y que se celebra anualmente en Londres desde 2005. Es la celebración más grande de Europa de personas lesbianas, gays, bisexuales, transgénero y queer (LGBTQ) de herencia africana, asiática, del Medio Oriente, latinoamericana, caribeña e indígena, por medio de las artes, la educación y la promoción.
La cofundadora del evento, Phyllis Akua Opoku-Gyimah, también conocida como Lady Phyll, es también su directora ejecutiva.

## Historia
La marcha del orgullo negro del Reino Unido comenzó en 2005 como un viaje de un día a Southend-on-Sea realizado por miembros de la red social en línea Black Lesbians in the UK (BLUK).
El domingo 8 de julio de 2018, aproximadamente 7 500 personas asistieron a la Marcha del orgullo negro del Reino Unido que se realizó en Jardines de Vauxhall.
Stonewall, la organización benéfica de derechos LGBT más grande de Europa, retiró su apoyo al festival Pride in London en 2018, debido a las preocupaciones sobre la falta de diversidad del evento. En su lugar, la organización benéfica se asoció con la Marcha del orgullo negro del Reino Unido, acordando un programa de trabajo conjunto en 2019, incluido el nombramiento por parte de Stonewall de un miembro del personal a tiempo completo para trabajar en este evento y los grupos de la comunidad BAME.
En julio de 2019, British Vogue publicó una entrevista realizada a Lady Phyll, en la que habló sobre la importancia de que exista un evento del orgullo LGBT negro en el Reino Unido.